# Módri Györgyi
Módri Györgyi (Kúla, 1965. június 2. –) Aase-díjas magyar színésznő.

## Életpályája
1965-ben született a vajdasági Kúlán. 1991-ben diplomázott az Újvidéki Színművészeti Főiskolán, ahol Soltis Lajos és Pataki László voltak az osztályfőnökei. 1991-ben áttelepült Magyarországra, azóta a Veszprémi Petőfi Színház tagja.

## Fontosabb színházi szerepei
- William Shakespeare: Rómeó és Júlia... Capuletné
- William Shakespeare: Ahogy tetszik... Juci, parasztlány
- William Shakespeare: Titus Andronicus... Takarító; Kapitány; Hírnök; Dajka; Bohóc; Gót; Római
- Molière: Tartuffe... Flipote
- Molière: Dandin György... Claudine
- Carlo Goldoni: A komédiaszínház... Vittoria, színházi mindenes, szerepe szerint Colombina
- Euripidész: Iphigeneia Auliszban... Khalkiszi nők kara
- Nyikolaj Vasziljevics Gogol: A revizor... Anna Andrejevna Dmuhanovszkaja, a polgármester felesége
- Bertolt Brecht: Kurázsi mama és gyermekei... Harmonikás
- Bertolt Brecht: Koldusopera... Polly; Konferanszié
- Bertolt Brecht: A szecsuáni jólélek... szereplő
- Arthur Miller: A világ teremtése és egyéb ügyek... Éva
- Friedrich Dürrenmatt: A fizikusok... Martha Boll, főnővér
- Friedrich Dürrenmatt: Az öreg hölgy látogatása... Koby
- Bohumil Hrabal: Bambini di Praga... Ursula
- Georges Feydeau: Bolha a fülbe... Raymonde Chandebise
- Ray Cooney: Család ellen nincs orvosság... Főnővér
- Georg Kresiler: Lola Blau... Lola Blau
- Jean Genet: Cselédek... Claire
- Hans Sachs: A furfangos kerítőnő... Orsolya, Kelemen felesége
- Hans Sachs: A lovag meg az ibolya... Fémia, Neidhart felesége
- Ivan Menchell: Sírpiknik... Doris
- Tom Schulman: Holt költők társasága... Tündér
- David Seidler: A király beszéde... Myrtle, Lionel felesége
- Rainer Werner Fassbinder: A szenny, a város és a halál... szereplő
- Karl Kraus: Az emberiség végnapjai... szereplő
- Peter Stone – Maury Yeston: Titanic... Ida Straus, utas
- Stephen King – William Goldman: Tortúra... Annie Wilkes
- Szigligeti Ede: Liliomfi... Erzsi
- Csiky Gergely: Kaviár... Márta
- Csiky Gergely: A nagymama... Galambosné
- Nóti Károly – Fényes Szabolcs – Szenes Iván: Nyitott ablak... Mariska; A polgármester felesége
- Nóti Károly – Zágon István: Hyppolit, a lakáj... Julcsa
- Molnár Ferenc: Liliom... Hollunderné
- Molnár Ferenc: Színház... Márkus kisasszony
- Molnár Ferenc: Az üvegcipő... Kati
- László Miklós: Illatszertár... Cseléd
- Móricz Zsigmond: Pillangó... Hitves Pálné
- Móricz Zsigmond – Kocsák Tibor – Miklós Tibor: Légy jó mindhalálig... Török néni
- Örkény István: Kulcskeresők... Erika
- Örkény István: Sötét galamb... Blandina; Piroska; Margit
- Gyurkovics Tibor: Nagyvizit... Mária
- Sütő András: Vigyorgó búbánat... Ördögpincérnő
- Csemer Géza: Dankó Pista... Bora, szolgáló
- Rejtő Jenő kabaréja... Maris, szobalány; Irma, szobalány
- Pozsgai Zsolt: Janus... Katalin, magyar királyné; Borbála; Janus anyja; Vály Kató
- Pozsgai Zsolt: A kölyök... Madame Foyer; Betty
- Pozsgai Zsolt – Szilágyi Tibor: Vak Ond álma avagy milleniumi rémmesék... szereplő
- Duró Győző: Párizs ege alatt... Jeanette
- Duró Győző: Hófehérke és a hét törpe... Törpe
- Lendvai Zoltán – Révész Ágota: Keselyűhegy... szereplő
- Szabó Magda: Régimódi történet... Klári
- Szabó Magda – Kocsák Tibor – Somogyi Szilárd – Miklós Tibor: Abigél... Mimó néni; Erzsébet testvér
- Lezsák Sándor: Nyolcvan vödör levegő.... Öregasszony
- Eisemann Mihály: Fiatalság bolondság... Palkó Jozefin
- Eisemann Mihály – Éri-Halász Imre – Békeffi István: Egy csók és más semmi... Barátné, Szólista nő
- Eisemann Mihály – Szilágyi László: Tokaji aszú... Mari, szakácsnő
- Eisemann Mihály – Szilágyi László: Én és a kisöcsém... Kelemenné
- Zerkovitz Béla – Szilágyi László: Csókos asszony... Rica Maca
- Giulio Scarnacci – Renzo Tarabusi: Kaviár és lencse... Helena Vietoris, nagyvilági hölgy
- Déry Tibor – Pós Sándor – Presser Gábor – Adamis Anna: Képzelt riport egy amerikai popfesztiválról... Lány
- Tim Rice – Andrew Lloyd Webber: Jézus Krisztus szupersztár... Annás
- Sólem Aléchem – Joseph Stein – Jerry Bock – Sheldon Harnick: Hegedűs a háztetőn.... Golde
- Níkosz Kazandzákisz – Joseph Stein – John Kander – Fred Ebb: Zorba... Madame Hortense
- Joe Masteroff – John Kander – Fred Ebb: Kabaré... Sally Bowles
- Frederick Loewe – Alan Jay Lerner: My Fair Lady... Elisa Doolittle; Mrs. Pierce
- Fred Ebb – Bob Fosse – John Kander: Chicago... Morton mama
- Leonard Bernstein – Stephen Sondheim: West Side Story... Anita; Teresita
- Gerome Ragni – James Rado: Hair... Mama
- Lionel Bart: Oliver!... Mrs. Sowerberry
- Hervé: Nebáncsvirág... Sophia, kapusnővér
- Lev Nyikolajevics Tolsztoj – Miklós Tibor – Kocsák Tibor: Anna Karenina... Dolly
- Müller Péter – Tolcsvay László – Müller Péter Sziámi: Isten pénze... Dilberné
- Ábrahám Pál: Bál a Savoyban... Daisy Parker
- Ábrahám Pál: Viktória... Kínai hölgy; Elvira, kaszírnő
- Huszka Jenő: Lili bárónő... Illésházy Agatha, grófnő
- Huszka Jenő: Mária főhadnagy... Hortenzia
- Lehár Ferenc: A víg özvegy... Praskovia
- Kálmán Imre: Marica grófnő... Dombossy Ilka
- Kálmán Imre: Csárdáskirálynő... Klementina
- Carlo Collodi – Litvai Nelli: Pinokkió... Pinokkió
- E. T. A. Hoffmann – Szurdi Miklós – Szomor György – Valla Attila: Diótörő és Egérkirály... Egérkirálynő
- Hans Christian Andersen – Pozsgai Zsolt – Bornai Tibor: Hókirálynő... Hókirálynő
- Alan Alexander Milne – Karinthy Frigyes – Palásthy Bea: Titkos dalok - Micimackótól és barátaitól... Kanga
- L. Frank Baum – Schwajda György: Óz, a nagy varázsló... A gonosz boszorkány
- Csukás István – Janik László – Varga Bálint: Keménykalap és Krumliorr... Kisasszony
- Csukás István: Mirr-Murr, a kandúr... Vica néni, bejárónő; Cirmos macska
- Urbán Gyula – Gulyás László: Minden egér szereti a sajtot... Szürke egér anya
- Urbán Gyula: Egerek... Lidi mama
- Bozsó József – Kocsák Tibor: Hagymácska... Paradicső úrnő
- Zsurzs Kati: A rózsátnevető királykisasszony... Ribizke
- Máté P. Gábor: Zenekar a gomba alatt... Hangya
- Máté P. Gábor: A szerenád... Szellem
- Vándorfi László: Jézus Krisztus... szereplő
- Asztalos István – Kovács Attila: Gizella... szereplő
- Asztalos István – Bella István: Szent László... Méza
- Asztalos István: Az ördög három könnye... Boszorkány
- Hedry Mária – Radványi Balázs: Kukamese... Nagymama, Komposztanyó
- Gabnai Katalin: Táltos János... Luca
- Süle Zsolt – Szűcs László – Tóth Loon: Madarat tolláról... Galambanya
- Nagy Gergely – Silló Sándor: Ég és Föld... Kisangyalom
- Lévay Szilveszter – Michael Kunze: Mozart!.... Cacilia Weber
- Topolcsányi Laura: Árva szörny.... Anna
- Topolcsányi Laura – Szomor György: Petőfifjú.... Anya

## Filmes és televíziós szerepei
- Szeretföld (2017)
- Janus (2011)
- Barátok közt (2007)
- A szerenád (2021)[6]

## Díjai és kitüntetései
- Latinovits-díj
- Aase-díj (2022)[7]